# Cavaleiro da Lua
O Cavaleiro da Lua (Moon Knight em inglês) é um personagem ficcional das histórias em quadrinhos ou Banda desenhada do Universo Marvel, publicadas pela Marvel Comics. Seu nome verdadeiro é Marc Spector, embora ele se disfarce de outras pessoas para melhor investigar os casos que lhe interessam. Criado por  Doug Moench e Don Perlin, ele surgiu primeiramente na revista Werewolf by Night #32 (Agosto de 1975).
No Brasil, foi publicado primeiramente pela Rio Gráfica Editora no início dos anos 1980 (revista Almanaque Premiére Marvel), com o nome de Lunar, o Cavaleiro de Prata. Ao passar para a Editora Abril, esta resolveu mudar o nome para Cavaleiro da Lua.
A Editora Panini vem publicando a nova fase do Cavaleiro da Lua no Brasil desde o lançamento da revista Marvel Action em Janeiro de 2007.
Spector é um dos poucos heróis com origem judaica. Já que seu pai era um rabino checo que fugiu da perseguição aos judeus na Segunda Guerra Mundial.
Spector teve um caso com a super heroína Eco. Uma das poucas pessoas que ele amou.

## Histórico
O personagem estreou em Werewolf by Night nº 32 (agosto de 1975), escrito por Doug Moench com arte de Don Perlin, como um vilão contratado pelo Comitê para capturar o personagem-título para eles em uma história de duas partes, continuando na edição seguinte, onde ele eventualmente tem uma mudança de coração e ajuda o Lobisomem a escapar, lutando brevemente ao lado dele. O Cavaleiro da Lua retornou mais tarde na forma de uma aparição demoníaca, assumindo sua aparição no nº 37 (março de 1976) para lutar contra o Lobisomem novamente. Os editores Marv Wolfman e Len Wein gostaram do personagem, levando-os a conceder-lhe um spot solo em Marvel Spotlight nº 28–29 (junho/agosto de 1976), novamente escrito por Doug Moench com arte de Don Perlin. Em Spectacular Spider-Man nº 22-23 (setembro/outubro de 1978), escritas por Bill Mantlo, recolocou o Cavaleiro da Lua como um herói e sua primeira aparição como cobertura para se infiltrar no Comitê. Aparições subsequentes vieram em Marvel Two-in-One nº 52, escrita por Steven Grant com arte de Jim Craig e The Defenders nº 47-51, que o fez se juntar brevemente aos Defensores durante sua guerra contra o Cartel do Zodíaco.
Cavaleiro da Lua foi publicado nas edições 11–15, 17–18 e 20 da revista Hulk! Magazine, onde o personagem foi desenhado pela primeira vez por Bill Sienkiewicz nas edições 13-15, 17-18 e 20, bem como uma história em preto e branco na revista Marvel Preview nº 21. O estilo de Sienkiewicz, influenciado por Neal Adams, ajudou a consolidar a percepção inicial do Cavaleiro da Lua como um mero clone do Batman. As histórias publicadas em Hulk! Magazine e Marvel Preview, foram todas escritas por Doug Moench, forneceram ao Cavaleiro da Lua uma história de origem parcial e apresentaram um de seus mais notáveis vilões recorrentes: Randall Spector, que mais tarde se tornaria o Cavaleiro das Sombras.
Cavaleiro da Lua recebeu sua primeira série em 1980, com Doug Moench e Bill Sienkiewicz como sua principal equipe criativa. O personagem recebeu uma história de origem completa, e a maioria de seus notáveis vilões recorrentes foram introduzidos; particularmente seu arqui-inimigo, Bushman. A revista teve boas vendas nas primeira edições, levando a Marvel, a partir da edição 15, a transferir o título da distribuição de bancas de jornais e torná-lo um de seus principais títulos para um grupo de revistas disponíveis apenas em gibiterias. Uma minissérie complementar também foi lançada, Moon Knight: Special Edition, que reimprimiu as histórias de Hulk! Magazine e Marvel Preview, recebendo cores e publicada no formato comic book, ao contrário de seu formato magazine original. Sienkiewicz deixou a série após a edição # 30, embora continuasse a contribuir com capas até a edição final (38).
Em 1985, a Marvel seguiu a série com Moon Knight – Fist Of Khonshu por Alan Zelenetz e Chris Warner, uma minissérie de seis edições que estabeleceu Cavaleiro da Lua  diagnosticado com esquizofrenia devido ao estresse de seus vários codinomes. Moon Knight apareceu em Marvel Fanfare em duas edições (nº 30 e 38) e nas páginas de West Coast Avengers (nº 21-41 e Annuals nº 1–3), com o personagem escrito por Steven Englehart.
Em 1998, o escritor Doug Moench, o desenhista Tommy Edwards e o arte-finalista Robert Campanella trouxeram o herói falecido de volta em uma minissérie em quatro partes chamada Resurrection Wars. Em 1999, Moench e o desenhista Mark Texeira trabalharam juntos em outra minissérie de quatro partes chamada "High Strangeness", que foi nomeada para o Comics Buyer's Guide Fan Award na categoria minissérie favorita. O título da história foi erroneamente impresso como "High Strangers" nas capas da minissérie. O título correto da história, "High Strangeness", apareceu nas páginas de cada edição.
Uma série ongoing foi lançada em abril de 2006, escrita por Charlie Huston com arte de David Finch. A partir de # 14 desta série, Mike Benson assumiu função de roteirista. com Huston atuando como conselheiro de enredo de acordo com Benson em uma entrevista publicada em trechos publicadas em uma página em várias revista da Marvel da Marvel do final de 2007 a início de 2008. Peter Milligan também escreveu um one-shot sazonal de 2008 intituladoMoon Knight: Silent Knight com o desenhista Laurence Campbell. A série de 2006 terminou na edição  (julho de 2009) e apenas um Anual da série foi impresso em 2008.
Essa série foi seguida por uma série de dez edições, intitulada Vengeance of the Moon Knight, começando em setembro de 2009, escrita por Gregg Hurwitz e desenhada por Jerome Opena.  Depois que o Vengeance of the Moon Knight foi cancelado, Moon Knight foi colocado na revista dos Vingadores Secretos (aparecendo para as primeiras 21 edições do título), no arco de história de três edições Shadowland' e em um relançamento de 2010 de Heróis de Aluguel.
Foi anunciado na New York Comic Con que em 2011 seria lançada uma nova série por Brian Michael Bendis e Alex Maleev. A série, que viu o Cavaleiro da Lua substituir suas múltiplas personalidades por heróis como Homem-Aranha, Capitão América e Wolverine, foi cancelada após 12 edições devido a vendas fracas.
Em março de 2014, a Marvel lançou uma nova série ongoing como parte da iniciativa Marvel NOW! que introduziu um novo traje composto de terno e gravata  para o personagem, com uma porta giratória de equipes criativas que incluiu Warren Ellis e Declan Shalvey para os números 1-6, Brian Wood e Greg Smallwood para os números 7-12, e Cullen Bunn e Ron Ackins para os números 13 a 17.
A série foi relançada como parte da iniciativaAll-New, All-Different Marvel. A nova série, escrita por Jeff Lemire e o desenhista Greg Smallwood, estreou em abril de 2016 e viu Marc Spector acordar em um hospital psiquiátrico, dizendo que sua vida como Cavaleiro da Lua era uma alucinação.  A série terminou em 31 de maio de 2017 após 14 edições antes de ser relançada com a iniciativa corporativa chamada Marvel Legacy. O novo volume começa no número 188 e é escrito por Max Bemis, que também sofre de transtornos mentais, e desenhado por Jacen Burrows. Ty Templeton, em seguida,se torna o desenhista principal para as edições 194-198.

## Biografia
Nascido em Chicago, Illinois, Marc Spector é o filho de um rabino americano. Ao atingir a maturidade, Marc ganhou a vida como boxeador, fuzileiro naval e mercenário. Em uma de suas muitas missões, ele trabalhou em conjunto com o mercenário africano Raoul Bushman, a serviço do Dr. Peter Alraune. Nesta missão, eles procuravam o antigo templo do deus egípcio Khonshu (ou Konshu), o deus da Lua. Quando finalmente encontram a caverna, Bushman se revela um traidor, assassinando o Dr. Alraune e deixando Spector gravemente ferido, a beira da morte.
Encontrado por egípcios, ele é levado até o templo do próprio Khonshu para ser tratado. Quando o coração de Spector para, o deus egípcio aparece em uma visão e lhe oferece a chance de ser seu avatar na terra. Marc aceita e, decidido a se tornar um combatente do crime, ele derrota Bushman e, em seguida, volta para os E.U.A.
Em Nova York, Spector cria um uniforme prateado para si (em homenagem a Khonshu) e se auto-denomina Cavaleiro da Lua, passando a atuar como vigilante da cidade. Para isso, ele  assume outras três identidades:
- Steven Grant, milionário e filantropo (sua identidade "principal", usada para lhe permitir acesso à alta sociedade);
- Jake Lockley, o taxista (identidade que ele usa para ter contato com as pessoas comuns de Nova York);
- Cavaleiro da Lua, o vigilante de New York

Um dos muitos vigilantes noturnos de Nova York, o Cavaleiro da Lua já trabalhou ao lado dos Novos Vingadores, do Homem-Aranha, do Demolidor e do Justiceiro.

## Poderes e Habilidades
No decorrer de toda sua vida, Marc Spector acabou por tornar-se um exímio combatente corpo-a-corpo. É um atleta de nível olímpico e excelente estrategista, além de exímio motorista e piloto de helicóptero. Seu estilo de luta é parecido com o do Justiceiro, apesar de Marc ter um lado mais "investigativo", devido às suas múltiplas identidades. Ele é especialista em armas e explosivos.
Como era milionário (devido aos tempos bem-sucedidos de mercenário) Spector pôde manter um grande arsenal e criou armas próprias tais como: capa que o permite planar, shurikens-lunares e helicóptero adaptado, entre outras. Além disso, o contato com os artefatos do culto egípcio ao deus Khonshu deu-lhe acesso a várias armas "personalizadas", tais como bumerangues e "bolas de arremesso". Seu uniforme contém Adamantium em áreas estratégicas.
As habilidades do Cavaleiro da Lua variam de acordo com as fases da lua. Durante a lua cheia, por exemplo,o Cavaleiro da Lua tem suas habilidades incrívelmente ampliadas, podendo, por exemplo, suportar um peso de duas toneladas e se tornar quase invisível. Além disso, ele possui alta resistência a ataques psíquicos e, ocasionalmente, recebe visões proféticas.

## Personagens

### Amigos
Marlene Alraune - Marlene é a filha do arqueólogo Dr. Peter Alraune. Seu pai foi morto pelo mercenário Raoul Bushman que também tentou matá-la, Marc Spector tentou impedir, mas também quase foi morto por Bushman no deserto até ser encontrado por trabalhadores e levado até um acampamento onde se encontrava Marlene que o culpava pelo morte de seu pai. Depois de praticamente morto, Spector repentinamente reviveu e provou sua inocência a Marlene e os dois se tornaram aliados e amantes. Depois de derrotarem Bushman os dois voltaram pros Estados Unidos e permaceneram muito tempo juntos, apesar de Marlene nunca ter se acostumado com as múltiplas personalidades de Spector.
Marlene é mais forte e ágil que uma mulher normal, também é uma habilidosa atiradora, ginasta e combatente individual.
Francês (Frenchie) - Jean Paul Duchamp é um amigo de Marc Spector desde a época que os dois eram mercenários e se revoltaram contra a crueldade de Bushman. Duchamp é um ótimo mecânico e piloto. Foi por muito tempo piloto do helicóptero do Cavaleiro da Lua em suas lutas contra o crime, além de cuidar de suas armas. Atualmente Duchamp perdeu as duas pernas e se revelou homossexual, tendo uma queda por Spector no passado.
Bertrand Crawley - Crawley era um vendedor de livros com uma boa estabilidade financeira, até se entregar ao álcool e perder tudo, inclusive sua famíla. Crawley costuma ajudar o Cavaleiro da Lua a solucionar crimes, juntando informações em bares do submundo. Seu filho Jimmy se tornou o Cortador.
Samuels - Samuels é o mordomo e motorista de Marc Spector. Além de ajudar seu patrão em várias outras funções.
Nedda - Junta com Samuels, Nedda trabalha na casa de Spector. Filha de mãe judia vivendo na Áustria, durante a Segunda Guerra Mundial por causa das leis de Hitler, foi mandada pra Inglaterra por seu pai, onde, junto com todas as outras crianças, teve uma grande admiração pelo Capitão América.
Khonshu - Deus egípcio da lua e da vingança. Depois que Spector foi levado para um acampamento contendo uma estátua sua, Khonshu supostamente trouxe Spector de volta a vida ápos seu combate com Bushman e o fez ser seu guerreiro, o Cavaleiro da Lua. Atualmente Khonshu costuma fazer "aparições" e falar com Spector.
Rob Silverman - Companheiro e sócio de Duchamp em seu restaurante. Rob também é o personal trainer de Spector e o incentiva a continuar sendo o Cavaleiro da Lua por acreditar no que ele está fazendo.
Peter Alraune - Pai de Marlene. O Dr. Alraune era um arqueólogo que comandou uma expedição para escavar a tumba do faraó Seti II. Depois de 5 anos ele encontrou uma câmara secreta contendo várias riquezas e uma estátua de Khonshu o deus egípcio da lua e da vingança. Onde foi morto pelo bando de Bushman que planejava roubar as riquezas descobertas.
Peter Alraune Jr. - Filho do Dr. Alraune e irmão de Marlene. Foi morto em um confronto contra o vilão Morpheus se sacrificando para neutralizar seus poderes.

### Inimigos
Bushman - Ver Raoul Bushman
Homem da Meia Noite (Midnight Man) - Anton Mogart era um criminoso uniformizado que roubava, por prazer, valiosas artes e manuscritos originais. Mogart não tinha poderes, apenas contava com sua astúcia e sua agilidade natural. O Homem da Meia Noite foi derrotado pelo Cavaleiro da Lua. Teve um filho chamado Jeff Wilde que posteriormente se tornou o vilão Meia Noite.
Meia Noite (Midnight) - Jeffrey Wilde era o filho de Anton Mogart, o Homem da Meia Noite, ao contrário do pai, Wilde se tornou um ajudante do Cavaleiro da Lua conhecido como Meia Noite. Depois de ser aparentemente desintegrado na frente do Cavaleiro da Lua e do Homem Aranha, ele foi secretamente capturado pelo Império Secreto que o transformou em um cyborg, acabou sendo derrotado durante uma batalha entre o Império Secreto contra o Cavaleiro da Lua, o Homem-Aranha, Justiceiro, Falcão de Aço e os Novos Guerreiros. Recentemente, Wilde voltou e se declarou o novo arqui-inimigo do Cavaleiro da Lua.
Lobisomem (Werewolf by Night) - Jacob Russoff (nome de batismo) ou Jack Russell (nome legal) era o filho mais velho de um barão da Transilvânia que foi transformado em lobisomem. Quando completou 18 anos, Jack foi vítima da mesma maldição de seu pai. Até alguns seres místicos possibilitarem Russel se transformar em lobisomem sempre que quisesse. Ele começou a combater o crime, mas nas noites de lua cheia sua mente voltava a se tornar a de uma fera selvagem o que o levou a alguns combates com o Cavaleiro da Lua.
Comitê (The Committee) - Uma organização secreta de empresários e financiadores anônimos. A maioria das práticas do comitê eram ilegais e eticamente questionáveis, para promover o consumismo. Apesar de constantes conflitos com o Lobisomem, o derradeiro inimigo do Comitê foi o Cavaleiro da Lua, que depois de ser contratado por eles para capturar o Lobisomem, se revoltou contra eles querendo destruí-los.
Comitê dos Cinco (Commitee of Five) - Grupo de mercenários contratado pelo Comitê para eliminar o Cavaleiro da Lua. Formado por Bomba (Boom-Boom), Lâmina (Razor), Gelo (Ice), Dragão (Dragon) e Touro (Bull).
Novo Comitê (The New Committee) - Uma nova organização secreta composta de filhos de antigos integrantes do antigo Comitê. Eles planejavam se vingar de Spector, pra isso contrataram Bushman que depois de uma violenta batalha, quebrou as pernas de Spector e o deixou em dependência química por alguns anos. Por causa de um erro de um de seus integrantes, Spector tentou voltar a ser o Cavaleiro da Lua, então mandaram o Treinador para matá-lo, que falhou em sua missão, o que fez Spector definitivamente voltar a ser o Cavaleiro da Lua, chocando sua nave contra o prédio onde se localizava os membros do novo Comitê. Milagrosamente nenhum deles morreu.
Morfeu (Morpheus) - Robert Markham tinha um infecção viral que causava competitivas inibições de certos segmentos de seu DNA. Ele consultou o Dr. Peter Alraune Jr., que prescreveu uma droga experimental e não testada. A droga reagiu com o DNA de Markham causando-lhe incapacidade de dormir e uma horrível aparência. Markham também descobre ter habilidades psíquicas altamente destrutivas e passa a se chamar Morfeu. Enlouquecido, ele tenta castigar o Dr. Alraune, mas acaba enfrentando o Cavaleiro da Lua e é derrotado. Depois de ser levado para um hospital e ser sedado, Morfeu criou um elo psíquico com o Dr. Alraune, para se vingar dele e do Cavaleiro da Lua, o que levou Alraune a se sacrificar para neutralizar seus poderes.
Bora - Uma mutante que tem a capacidade de reunir ventos árticos. Sua mutação também a fez crescer mais, o que arruinou seus sonhos de ser bailarina. Como estava ferido quando enfrentou Bora, o Cavaleiro da Lua teve a ajuda dos X-Men e do Quarteto Fantástico. Ela foi uma das mutantes que perderam seus poderes na Dinastia M.
Dama do Vitral (Stained Glass Scarlet) - Scarlet Fasinera é uma ex-freira que teve uma infância difícil, sendo abusada por seu pai, até secretamente matá-lo, o que foi considerado um acidente e ela foi enviada para seus tios onde teve condições de vida melhores. Se tornou uma criminosa depois de ter sido forçada a matar seu filho criminoso. Scarlet foi treinada para combate quando se tornou guarda em uma prisão para mulheres. Scarlet não possui poderes, mas tem um elo psíquico com o Cavaleiro da Lua, que pode ser resultante dela ser uma possível reencarnação de Khonshu.
Cortador (The Slasher ou The Skid-Row Slasher) - Crescendo num ambiente de constantes brigas entre seus pais, devido ao vício em álcool de seu pai (Bertrand Crawley), Jimmy Crawley se tornou o psicopata Cortador e quando tentou atacar seu pai, enfrentou o Cavaleiro da Lua e foi derrotado.
Perfil (The Profile) - Perfil foi contratado pelo Novo Comitê para ajudá-los a tornar a o Cavaleiro da Lua um assassino. Perfil tem a capacidade de traçar um perfil das pessoas apenas olhando pra elas, descobrir informações relevantes e características importantes, além de descobrir como as pessoas podem reagir a diversas situações.
Espectro Negro (Black Spectre) - Carson Knowles foi um veterano da Guerra do Vietnã, e seu pai um político. Após retornar da guerra, ele descobriu que sua esposa o deixou e seu filho foi morto; ele não conseguia um emprego, então decidiu ter uma vingança da cidade, já que não o ajudou quando ele mais precisou. Inspirado no Cavaleiro da Lua, Knowles se tornou o Espectro Negro, um chefe do crime. Ele também decidiu se tornar o prefeito de Nova York, embora o Cavaleiro da Lua o tenha derrotado e o mandado para a prisão.
Cavaleiro das Sombras (Shadow Knight) - É um dos vilões mais poderosos do Cavaleiro da Lua e um dos mais pessoais também. Isso porque ele é Randall Spector, o irmão mais novo de Marc. Ele tem a maioria dos poderes do Cavaleiro da Lua, incluindo força e agilidade aprimoradas, mas também pode disparar rajadas de energia de seus olhos.

## Outras Realidades

### 2099
No one-shot 2099: Manifest Destiny (Março de 1998) é apresentada uma versão feminina do Cavaleiro da Lua na linha Marvel 2099, enfrentando o crime na cidade lunar de Attilan. Manifest Destiny é a última revista publicada da linha Marvel 2099 e a personagem não reaparece mais. Sua identidade, habilidades e motivações nunca foram reveladas.

### Ultimate
Uma versão "Ultimate" do Cavaleiro da Lua é um marinheiro e produto de uma falha no soro do Super Soldado, inicialmente trabalhando para a Corporação Roxxon com o nome de Paladino. Ele tem as "personalidades" de Steven Grant, Marc Spector, Cavaleiro da Lua, uma garotinha ruiva sem nome e Ronin, que interagem internamente. Ele vive com sua namorada Marlene que conhece sua identidade.
A versão Ultimate do Cavaleiro da Lua aparece pela primeira vez na revista Ultimate Spider-Man #79 durante o arco de história Warriors. Ele é um participante ativo na guerra de gangues entre o Rei Do Crime e o Cabeça De Martelo. Após assumir a identidade de Ronin para tentar matar o Rei do Crime, ele foi mandado atras do Homem-Aranha. Quando o Rei ordenou seu assassinato ele foi acordado por sua persona de Ronin, ele então revela sua identidade secreta a polícia acusando o Rei de assassinato fazendo com que o rei fosse preso.

### Universe X
No Universo X o Cavaleiro da Lua está preso em uma batalha sem fim contra os Filhos de Set (Sons of Set), sobre a estátua de Khonshu.

### Dinastia M
Na série Dinastia M, Marc Spector é um dos membros da resistência humana liderada por Luke Cage.

### Era de Ultron
No arco Era de Ultron de 2013. Cavaleiro da Lua e Viúva Negra vivem em um bunker debaixo de uma São Francisco dominada por Ultron e posteriormente se juntam ao grupo do Homem de Ferro na terra selvagem.

### Guerra Civil
Durante a guerra civil, o Cavaleiro da Lua se juntou ao grupo anti-registro do Capitão América e posteriormente se juntou aos Vingadores Secretos de Bucky Barnes.

### Apocalypse Wars
No arco Apocalypse Wars de 2015. o Cavaleiro da Lua se tornou um dos Cavaleiros do Apocalipse junto com Colossus, Venom e Deadpool. É morto por Noturno ao ser jogado num poço de espinhos.

## Em Outras Mídias

### Videogames
Em Marvel Ultimate Alliance, o Cavaleiro da Lua é jogável nas plataformas: PS3, Xbox 360 & Wii e também pode ser liberado na versão de PC através de um patch, sendo que seu ataque extremo é o Lunar Eclipse e suas roupas são Classic, Ultimate e Khonshu.
No jogo Ultimate Spider-Man, para PC, PS2, Xbox, GameCube, Nintendo DS e GBA, durante uma missão de corrida contra o Tocha Humana, o Homem Aranha provoca-o dizendo: "Moon Knight is faster than you!" (o Cavaleiro da Lua é mais rápido que você!).
No jogo Spider-Man: Web of Shadows, Moon Knight exerce um papel de personagem secundário muito importante. Além de ajudar o aranha em diversas ocasiões, usa sua nave para transportar o Spider para lugares inacessiveis.
O Cavaleiro da Lua (Moon Knight) também recebeu uma mesa exclusiva no jogo Pinball FX 2, para as plataformas Xbox 360 e Playstation 3
No jogo Lego Marvel Super Heroes, o Cavaleiro da Lua é um personagem jogável.
Ele aparece também sendo jogável no jogo Marvel Contest of Champions (Marvel Torneio de Campeões)
Aparece como personagem jogável no jogo de dispositivos móveis Marvel Future Fight.

### Televisão
O nome Marc Spector é mencionado na série Blade: The Series, Spector é descrito como um especialista em lobisomens. Marc é também colega do Professor Melvin Caylo, um especialista em vampiros.
O Cavaleiro da Lua também aparece ajudando os Vingadores na quarta temporada da série Avengers Assemble.
No episódio 24, da temporada 4 do desenho Ultimate Homem-Aranha, chamado The Moon Knight Before Christmas, o cavaleiro aparece para ajudar o aracnídio a enfrentar a filha de Mystério. Dublado por Diedrich Bader na versão original e por César Emílio na dublagem brasileira.